# Манн (шахматы)

Обычный значок человека, используемый на диаграммах.

Манн (нем. mann — человек, мн. ч. mannen) или человек — сказочная шахматная фигура, которая может двигаться на любую соседнюю клетку. Ходит, соответственно, как король, но не является королевской фигурой (то есть не подлежит шаху и мату), и не может рокироваться. Манн используется в некоторых вариантах шахмат. На диаграммах этой статьи манн представлен перевернутым королем.

## Движение
|   | a | b | c | d | e | f | g | h |   |
| - | --- | --- | --- | --- | --- | --- | --- | --- | - |
| 8 | e6 чёрный круг · f6 чёрный круг · g6 чёрный круг · e5 чёрный круг · f5 чёрный перевёрнутый король · g5 чёрный круг · e4 чёрный круг · f4 чёрный круг · g4 чёрный круг | e6 чёрный круг · f6 чёрный круг · g6 чёрный круг · e5 чёрный круг · f5 чёрный перевёрнутый король · g5 чёрный круг · e4 чёрный круг · f4 чёрный круг · g4 чёрный круг | e6 чёрный круг · f6 чёрный круг · g6 чёрный круг · e5 чёрный круг · f5 чёрный перевёрнутый король · g5 чёрный круг · e4 чёрный круг · f4 чёрный круг · g4 чёрный круг | e6 чёрный круг · f6 чёрный круг · g6 чёрный круг · e5 чёрный круг · f5 чёрный перевёрнутый король · g5 чёрный круг · e4 чёрный круг · f4 чёрный круг · g4 чёрный круг | e6 чёрный круг · f6 чёрный круг · g6 чёрный круг · e5 чёрный круг · f5 чёрный перевёрнутый король · g5 чёрный круг · e4 чёрный круг · f4 чёрный круг · g4 чёрный круг | e6 чёрный круг · f6 чёрный круг · g6 чёрный круг · e5 чёрный круг · f5 чёрный перевёрнутый король · g5 чёрный круг · e4 чёрный круг · f4 чёрный круг · g4 чёрный круг | e6 чёрный круг · f6 чёрный круг · g6 чёрный круг · e5 чёрный круг · f5 чёрный перевёрнутый король · g5 чёрный круг · e4 чёрный круг · f4 чёрный круг · g4 чёрный круг | e6 чёрный круг · f6 чёрный круг · g6 чёрный круг · e5 чёрный круг · f5 чёрный перевёрнутый король · g5 чёрный круг · e4 чёрный круг · f4 чёрный круг · g4 чёрный круг | 8 |
| 7 | e6 чёрный круг · f6 чёрный круг · g6 чёрный круг · e5 чёрный круг · f5 чёрный перевёрнутый король · g5 чёрный круг · e4 чёрный круг · f4 чёрный круг · g4 чёрный круг | e6 чёрный круг · f6 чёрный круг · g6 чёрный круг · e5 чёрный круг · f5 чёрный перевёрнутый король · g5 чёрный круг · e4 чёрный круг · f4 чёрный круг · g4 чёрный круг | e6 чёрный круг · f6 чёрный круг · g6 чёрный круг · e5 чёрный круг · f5 чёрный перевёрнутый король · g5 чёрный круг · e4 чёрный круг · f4 чёрный круг · g4 чёрный круг | e6 чёрный круг · f6 чёрный круг · g6 чёрный круг · e5 чёрный круг · f5 чёрный перевёрнутый король · g5 чёрный круг · e4 чёрный круг · f4 чёрный круг · g4 чёрный круг | e6 чёрный круг · f6 чёрный круг · g6 чёрный круг · e5 чёрный круг · f5 чёрный перевёрнутый король · g5 чёрный круг · e4 чёрный круг · f4 чёрный круг · g4 чёрный круг | e6 чёрный круг · f6 чёрный круг · g6 чёрный круг · e5 чёрный круг · f5 чёрный перевёрнутый король · g5 чёрный круг · e4 чёрный круг · f4 чёрный круг · g4 чёрный круг | e6 чёрный круг · f6 чёрный круг · g6 чёрный круг · e5 чёрный круг · f5 чёрный перевёрнутый король · g5 чёрный круг · e4 чёрный круг · f4 чёрный круг · g4 чёрный круг | e6 чёрный круг · f6 чёрный круг · g6 чёрный круг · e5 чёрный круг · f5 чёрный перевёрнутый король · g5 чёрный круг · e4 чёрный круг · f4 чёрный круг · g4 чёрный круг | 7 |
| 6 | e6 чёрный круг · f6 чёрный круг · g6 чёрный круг · e5 чёрный круг · f5 чёрный перевёрнутый король · g5 чёрный круг · e4 чёрный круг · f4 чёрный круг · g4 чёрный круг | e6 чёрный круг · f6 чёрный круг · g6 чёрный круг · e5 чёрный круг · f5 чёрный перевёрнутый король · g5 чёрный круг · e4 чёрный круг · f4 чёрный круг · g4 чёрный круг | e6 чёрный круг · f6 чёрный круг · g6 чёрный круг · e5 чёрный круг · f5 чёрный перевёрнутый король · g5 чёрный круг · e4 чёрный круг · f4 чёрный круг · g4 чёрный круг | e6 чёрный круг · f6 чёрный круг · g6 чёрный круг · e5 чёрный круг · f5 чёрный перевёрнутый король · g5 чёрный круг · e4 чёрный круг · f4 чёрный круг · g4 чёрный круг | e6 чёрный круг · f6 чёрный круг · g6 чёрный круг · e5 чёрный круг · f5 чёрный перевёрнутый король · g5 чёрный круг · e4 чёрный круг · f4 чёрный круг · g4 чёрный круг | e6 чёрный круг · f6 чёрный круг · g6 чёрный круг · e5 чёрный круг · f5 чёрный перевёрнутый король · g5 чёрный круг · e4 чёрный круг · f4 чёрный круг · g4 чёрный круг | e6 чёрный круг · f6 чёрный круг · g6 чёрный круг · e5 чёрный круг · f5 чёрный перевёрнутый король · g5 чёрный круг · e4 чёрный круг · f4 чёрный круг · g4 чёрный круг | e6 чёрный круг · f6 чёрный круг · g6 чёрный круг · e5 чёрный круг · f5 чёрный перевёрнутый король · g5 чёрный круг · e4 чёрный круг · f4 чёрный круг · g4 чёрный круг | 6 |
| 5 | e6 чёрный круг · f6 чёрный круг · g6 чёрный круг · e5 чёрный круг · f5 чёрный перевёрнутый король · g5 чёрный круг · e4 чёрный круг · f4 чёрный круг · g4 чёрный круг | e6 чёрный круг · f6 чёрный круг · g6 чёрный круг · e5 чёрный круг · f5 чёрный перевёрнутый король · g5 чёрный круг · e4 чёрный круг · f4 чёрный круг · g4 чёрный круг | e6 чёрный круг · f6 чёрный круг · g6 чёрный круг · e5 чёрный круг · f5 чёрный перевёрнутый король · g5 чёрный круг · e4 чёрный круг · f4 чёрный круг · g4 чёрный круг | e6 чёрный круг · f6 чёрный круг · g6 чёрный круг · e5 чёрный круг · f5 чёрный перевёрнутый король · g5 чёрный круг · e4 чёрный круг · f4 чёрный круг · g4 чёрный круг | e6 чёрный круг · f6 чёрный круг · g6 чёрный круг · e5 чёрный круг · f5 чёрный перевёрнутый король · g5 чёрный круг · e4 чёрный круг · f4 чёрный круг · g4 чёрный круг | e6 чёрный круг · f6 чёрный круг · g6 чёрный круг · e5 чёрный круг · f5 чёрный перевёрнутый король · g5 чёрный круг · e4 чёрный круг · f4 чёрный круг · g4 чёрный круг | e6 чёрный круг · f6 чёрный круг · g6 чёрный круг · e5 чёрный круг · f5 чёрный перевёрнутый король · g5 чёрный круг · e4 чёрный круг · f4 чёрный круг · g4 чёрный круг | e6 чёрный круг · f6 чёрный круг · g6 чёрный круг · e5 чёрный круг · f5 чёрный перевёрнутый король · g5 чёрный круг · e4 чёрный круг · f4 чёрный круг · g4 чёрный круг | 5 |
| 4 | e6 чёрный круг · f6 чёрный круг · g6 чёрный круг · e5 чёрный круг · f5 чёрный перевёрнутый король · g5 чёрный круг · e4 чёрный круг · f4 чёрный круг · g4 чёрный круг | e6 чёрный круг · f6 чёрный круг · g6 чёрный круг · e5 чёрный круг · f5 чёрный перевёрнутый король · g5 чёрный круг · e4 чёрный круг · f4 чёрный круг · g4 чёрный круг | e6 чёрный круг · f6 чёрный круг · g6 чёрный круг · e5 чёрный круг · f5 чёрный перевёрнутый король · g5 чёрный круг · e4 чёрный круг · f4 чёрный круг · g4 чёрный круг | e6 чёрный круг · f6 чёрный круг · g6 чёрный круг · e5 чёрный круг · f5 чёрный перевёрнутый король · g5 чёрный круг · e4 чёрный круг · f4 чёрный круг · g4 чёрный круг | e6 чёрный круг · f6 чёрный круг · g6 чёрный круг · e5 чёрный круг · f5 чёрный перевёрнутый король · g5 чёрный круг · e4 чёрный круг · f4 чёрный круг · g4 чёрный круг | e6 чёрный круг · f6 чёрный круг · g6 чёрный круг · e5 чёрный круг · f5 чёрный перевёрнутый король · g5 чёрный круг · e4 чёрный круг · f4 чёрный круг · g4 чёрный круг | e6 чёрный круг · f6 чёрный круг · g6 чёрный круг · e5 чёрный круг · f5 чёрный перевёрнутый король · g5 чёрный круг · e4 чёрный круг · f4 чёрный круг · g4 чёрный круг | e6 чёрный круг · f6 чёрный круг · g6 чёрный круг · e5 чёрный круг · f5 чёрный перевёрнутый король · g5 чёрный круг · e4 чёрный круг · f4 чёрный круг · g4 чёрный круг | 4 |
| 3 | e6 чёрный круг · f6 чёрный круг · g6 чёрный круг · e5 чёрный круг · f5 чёрный перевёрнутый король · g5 чёрный круг · e4 чёрный круг · f4 чёрный круг · g4 чёрный круг | e6 чёрный круг · f6 чёрный круг · g6 чёрный круг · e5 чёрный круг · f5 чёрный перевёрнутый король · g5 чёрный круг · e4 чёрный круг · f4 чёрный круг · g4 чёрный круг | e6 чёрный круг · f6 чёрный круг · g6 чёрный круг · e5 чёрный круг · f5 чёрный перевёрнутый король · g5 чёрный круг · e4 чёрный круг · f4 чёрный круг · g4 чёрный круг | e6 чёрный круг · f6 чёрный круг · g6 чёрный круг · e5 чёрный круг · f5 чёрный перевёрнутый король · g5 чёрный круг · e4 чёрный круг · f4 чёрный круг · g4 чёрный круг | e6 чёрный круг · f6 чёрный круг · g6 чёрный круг · e5 чёрный круг · f5 чёрный перевёрнутый король · g5 чёрный круг · e4 чёрный круг · f4 чёрный круг · g4 чёрный круг | e6 чёрный круг · f6 чёрный круг · g6 чёрный круг · e5 чёрный круг · f5 чёрный перевёрнутый король · g5 чёрный круг · e4 чёрный круг · f4 чёрный круг · g4 чёрный круг | e6 чёрный круг · f6 чёрный круг · g6 чёрный круг · e5 чёрный круг · f5 чёрный перевёрнутый король · g5 чёрный круг · e4 чёрный круг · f4 чёрный круг · g4 чёрный круг | e6 чёрный круг · f6 чёрный круг · g6 чёрный круг · e5 чёрный круг · f5 чёрный перевёрнутый король · g5 чёрный круг · e4 чёрный круг · f4 чёрный круг · g4 чёрный круг | 3 |
| 2 | e6 чёрный круг · f6 чёрный круг · g6 чёрный круг · e5 чёрный круг · f5 чёрный перевёрнутый король · g5 чёрный круг · e4 чёрный круг · f4 чёрный круг · g4 чёрный круг | e6 чёрный круг · f6 чёрный круг · g6 чёрный круг · e5 чёрный круг · f5 чёрный перевёрнутый король · g5 чёрный круг · e4 чёрный круг · f4 чёрный круг · g4 чёрный круг | e6 чёрный круг · f6 чёрный круг · g6 чёрный круг · e5 чёрный круг · f5 чёрный перевёрнутый король · g5 чёрный круг · e4 чёрный круг · f4 чёрный круг · g4 чёрный круг | e6 чёрный круг · f6 чёрный круг · g6 чёрный круг · e5 чёрный круг · f5 чёрный перевёрнутый король · g5 чёрный круг · e4 чёрный круг · f4 чёрный круг · g4 чёрный круг | e6 чёрный круг · f6 чёрный круг · g6 чёрный круг · e5 чёрный круг · f5 чёрный перевёрнутый король · g5 чёрный круг · e4 чёрный круг · f4 чёрный круг · g4 чёрный круг | e6 чёрный круг · f6 чёрный круг · g6 чёрный круг · e5 чёрный круг · f5 чёрный перевёрнутый король · g5 чёрный круг · e4 чёрный круг · f4 чёрный круг · g4 чёрный круг | e6 чёрный круг · f6 чёрный круг · g6 чёрный круг · e5 чёрный круг · f5 чёрный перевёрнутый король · g5 чёрный круг · e4 чёрный круг · f4 чёрный круг · g4 чёрный круг | e6 чёрный круг · f6 чёрный круг · g6 чёрный круг · e5 чёрный круг · f5 чёрный перевёрнутый король · g5 чёрный круг · e4 чёрный круг · f4 чёрный круг · g4 чёрный круг | 2 |
| 1 | e6 чёрный круг · f6 чёрный круг · g6 чёрный круг · e5 чёрный круг · f5 чёрный перевёрнутый король · g5 чёрный круг · e4 чёрный круг · f4 чёрный круг · g4 чёрный круг | e6 чёрный круг · f6 чёрный круг · g6 чёрный круг · e5 чёрный круг · f5 чёрный перевёрнутый король · g5 чёрный круг · e4 чёрный круг · f4 чёрный круг · g4 чёрный круг | e6 чёрный круг · f6 чёрный круг · g6 чёрный круг · e5 чёрный круг · f5 чёрный перевёрнутый король · g5 чёрный круг · e4 чёрный круг · f4 чёрный круг · g4 чёрный круг | e6 чёрный круг · f6 чёрный круг · g6 чёрный круг · e5 чёрный круг · f5 чёрный перевёрнутый король · g5 чёрный круг · e4 чёрный круг · f4 чёрный круг · g4 чёрный круг | e6 чёрный круг · f6 чёрный круг · g6 чёрный круг · e5 чёрный круг · f5 чёрный перевёрнутый король · g5 чёрный круг · e4 чёрный круг · f4 чёрный круг · g4 чёрный круг | e6 чёрный круг · f6 чёрный круг · g6 чёрный круг · e5 чёрный круг · f5 чёрный перевёрнутый король · g5 чёрный круг · e4 чёрный круг · f4 чёрный круг · g4 чёрный круг | e6 чёрный круг · f6 чёрный круг · g6 чёрный круг · e5 чёрный круг · f5 чёрный перевёрнутый король · g5 чёрный круг · e4 чёрный круг · f4 чёрный круг · g4 чёрный круг | e6 чёрный круг · f6 чёрный круг · g6 чёрный круг · e5 чёрный круг · f5 чёрный перевёрнутый король · g5 чёрный круг · e4 чёрный круг · f4 чёрный круг · g4 чёрный круг | 1 |
|   | a | b | c | d | e | f | g | h |   |

У манна ход короля в шахматах: он может ходить на любую соседнюю клетку. В остальном она рассматривается как обычная шахматная фигура (то есть его можно взять, и он не подлежит ни шаху, ни мату). Манн не может сделать рокировку. Это просто соединение — ферц + визирь.

## Ценность
В целом манн примерно равен по силе и ценности коню. Манну часто требуется несколько ходов, чтобы как следует развиться в дебюте. Он эффективен вблизи, где его поражающая сила значительна. Несмотря на то, что он довольно медленный, он отлично атакует и защищает близлежащие фигуры и пешки, подобно королю. Пика своей силы манн достигает в эндшпиле, в котором его ценность чуть больше коня, несмотря на то, что в дебюте он чуть слабее коня. Можно поставить мат манном и королем одинокому вражескому королю; поскольку вражеский король также не может двигаться в атаку, его легко загнать в угол.

## История
Манн — одна из самых просто описываемых шахматных фигур, поэтому она имеет долгую историю и имеет множество имен. Подобное произведение, известное как даббаба, было описано c. 950 в виде шахмат на доске 10х10. Манн используется в курьерских шахматах, изобретенных в XII веке и широко используемых до XVIII века. Манн использовался во многих вариантах шахмат; современные примеры включают Quatrochess (как человек), римские шахматы (как лучник или колесница) и Knightmate (как простолюдин).

## Примеры
Каждый манн представлен перевернутым королем в следующих примерах.
|   | a | b | c | d | e | f | g | h |   |
| - | --- | --- | --- | --- | --- | --- | --- | --- | - |
| 8 | a8 чёрная ладья · b8 чёрный перевёрнутый король · c8 чёрный слон · d8 чёрный ферзь · e8 C d · f8 чёрный слон · g8 чёрный перевёрнутый король · h8 чёрная ладья · a7 чёрная пешка · b7 чёрная пешка · c7 чёрная пешка · d7 чёрная пешка · e7 чёрная пешка · f7 чёрная пешка · g7 чёрная пешка · h7 чёрная пешка · a2 белая пешка · b2 белая пешка · c2 белая пешка · d2 белая пешка · e2 белая пешка · f2 белая пешка · g2 белая пешка · h2 белая пешка · a1 белая ладья · b1 белый перевёрнутый король · c1 белый слон · d1 белый ферзь · e1 C e · f1 белый слон · g1 белый перевёрнутый король · h1 белая ладья | a8 чёрная ладья · b8 чёрный перевёрнутый король · c8 чёрный слон · d8 чёрный ферзь · e8 C d · f8 чёрный слон · g8 чёрный перевёрнутый король · h8 чёрная ладья · a7 чёрная пешка · b7 чёрная пешка · c7 чёрная пешка · d7 чёрная пешка · e7 чёрная пешка · f7 чёрная пешка · g7 чёрная пешка · h7 чёрная пешка · a2 белая пешка · b2 белая пешка · c2 белая пешка · d2 белая пешка · e2 белая пешка · f2 белая пешка · g2 белая пешка · h2 белая пешка · a1 белая ладья · b1 белый перевёрнутый король · c1 белый слон · d1 белый ферзь · e1 C e · f1 белый слон · g1 белый перевёрнутый король · h1 белая ладья | a8 чёрная ладья · b8 чёрный перевёрнутый король · c8 чёрный слон · d8 чёрный ферзь · e8 C d · f8 чёрный слон · g8 чёрный перевёрнутый король · h8 чёрная ладья · a7 чёрная пешка · b7 чёрная пешка · c7 чёрная пешка · d7 чёрная пешка · e7 чёрная пешка · f7 чёрная пешка · g7 чёрная пешка · h7 чёрная пешка · a2 белая пешка · b2 белая пешка · c2 белая пешка · d2 белая пешка · e2 белая пешка · f2 белая пешка · g2 белая пешка · h2 белая пешка · a1 белая ладья · b1 белый перевёрнутый король · c1 белый слон · d1 белый ферзь · e1 C e · f1 белый слон · g1 белый перевёрнутый король · h1 белая ладья | a8 чёрная ладья · b8 чёрный перевёрнутый король · c8 чёрный слон · d8 чёрный ферзь · e8 C d · f8 чёрный слон · g8 чёрный перевёрнутый король · h8 чёрная ладья · a7 чёрная пешка · b7 чёрная пешка · c7 чёрная пешка · d7 чёрная пешка · e7 чёрная пешка · f7 чёрная пешка · g7 чёрная пешка · h7 чёрная пешка · a2 белая пешка · b2 белая пешка · c2 белая пешка · d2 белая пешка · e2 белая пешка · f2 белая пешка · g2 белая пешка · h2 белая пешка · a1 белая ладья · b1 белый перевёрнутый король · c1 белый слон · d1 белый ферзь · e1 C e · f1 белый слон · g1 белый перевёрнутый король · h1 белая ладья | a8 чёрная ладья · b8 чёрный перевёрнутый король · c8 чёрный слон · d8 чёрный ферзь · e8 C d · f8 чёрный слон · g8 чёрный перевёрнутый король · h8 чёрная ладья · a7 чёрная пешка · b7 чёрная пешка · c7 чёрная пешка · d7 чёрная пешка · e7 чёрная пешка · f7 чёрная пешка · g7 чёрная пешка · h7 чёрная пешка · a2 белая пешка · b2 белая пешка · c2 белая пешка · d2 белая пешка · e2 белая пешка · f2 белая пешка · g2 белая пешка · h2 белая пешка · a1 белая ладья · b1 белый перевёрнутый король · c1 белый слон · d1 белый ферзь · e1 C e · f1 белый слон · g1 белый перевёрнутый король · h1 белая ладья | a8 чёрная ладья · b8 чёрный перевёрнутый король · c8 чёрный слон · d8 чёрный ферзь · e8 C d · f8 чёрный слон · g8 чёрный перевёрнутый король · h8 чёрная ладья · a7 чёрная пешка · b7 чёрная пешка · c7 чёрная пешка · d7 чёрная пешка · e7 чёрная пешка · f7 чёрная пешка · g7 чёрная пешка · h7 чёрная пешка · a2 белая пешка · b2 белая пешка · c2 белая пешка · d2 белая пешка · e2 белая пешка · f2 белая пешка · g2 белая пешка · h2 белая пешка · a1 белая ладья · b1 белый перевёрнутый король · c1 белый слон · d1 белый ферзь · e1 C e · f1 белый слон · g1 белый перевёрнутый король · h1 белая ладья | a8 чёрная ладья · b8 чёрный перевёрнутый король · c8 чёрный слон · d8 чёрный ферзь · e8 C d · f8 чёрный слон · g8 чёрный перевёрнутый король · h8 чёрная ладья · a7 чёрная пешка · b7 чёрная пешка · c7 чёрная пешка · d7 чёрная пешка · e7 чёрная пешка · f7 чёрная пешка · g7 чёрная пешка · h7 чёрная пешка · a2 белая пешка · b2 белая пешка · c2 белая пешка · d2 белая пешка · e2 белая пешка · f2 белая пешка · g2 белая пешка · h2 белая пешка · a1 белая ладья · b1 белый перевёрнутый король · c1 белый слон · d1 белый ферзь · e1 C e · f1 белый слон · g1 белый перевёрнутый король · h1 белая ладья | a8 чёрная ладья · b8 чёрный перевёрнутый король · c8 чёрный слон · d8 чёрный ферзь · e8 C d · f8 чёрный слон · g8 чёрный перевёрнутый король · h8 чёрная ладья · a7 чёрная пешка · b7 чёрная пешка · c7 чёрная пешка · d7 чёрная пешка · e7 чёрная пешка · f7 чёрная пешка · g7 чёрная пешка · h7 чёрная пешка · a2 белая пешка · b2 белая пешка · c2 белая пешка · d2 белая пешка · e2 белая пешка · f2 белая пешка · g2 белая пешка · h2 белая пешка · a1 белая ладья · b1 белый перевёрнутый король · c1 белый слон · d1 белый ферзь · e1 C e · f1 белый слон · g1 белый перевёрнутый король · h1 белая ладья | 8 |
| 7 | a8 чёрная ладья · b8 чёрный перевёрнутый король · c8 чёрный слон · d8 чёрный ферзь · e8 C d · f8 чёрный слон · g8 чёрный перевёрнутый король · h8 чёрная ладья · a7 чёрная пешка · b7 чёрная пешка · c7 чёрная пешка · d7 чёрная пешка · e7 чёрная пешка · f7 чёрная пешка · g7 чёрная пешка · h7 чёрная пешка · a2 белая пешка · b2 белая пешка · c2 белая пешка · d2 белая пешка · e2 белая пешка · f2 белая пешка · g2 белая пешка · h2 белая пешка · a1 белая ладья · b1 белый перевёрнутый король · c1 белый слон · d1 белый ферзь · e1 C e · f1 белый слон · g1 белый перевёрнутый король · h1 белая ладья | a8 чёрная ладья · b8 чёрный перевёрнутый король · c8 чёрный слон · d8 чёрный ферзь · e8 C d · f8 чёрный слон · g8 чёрный перевёрнутый король · h8 чёрная ладья · a7 чёрная пешка · b7 чёрная пешка · c7 чёрная пешка · d7 чёрная пешка · e7 чёрная пешка · f7 чёрная пешка · g7 чёрная пешка · h7 чёрная пешка · a2 белая пешка · b2 белая пешка · c2 белая пешка · d2 белая пешка · e2 белая пешка · f2 белая пешка · g2 белая пешка · h2 белая пешка · a1 белая ладья · b1 белый перевёрнутый король · c1 белый слон · d1 белый ферзь · e1 C e · f1 белый слон · g1 белый перевёрнутый король · h1 белая ладья | a8 чёрная ладья · b8 чёрный перевёрнутый король · c8 чёрный слон · d8 чёрный ферзь · e8 C d · f8 чёрный слон · g8 чёрный перевёрнутый король · h8 чёрная ладья · a7 чёрная пешка · b7 чёрная пешка · c7 чёрная пешка · d7 чёрная пешка · e7 чёрная пешка · f7 чёрная пешка · g7 чёрная пешка · h7 чёрная пешка · a2 белая пешка · b2 белая пешка · c2 белая пешка · d2 белая пешка · e2 белая пешка · f2 белая пешка · g2 белая пешка · h2 белая пешка · a1 белая ладья · b1 белый перевёрнутый король · c1 белый слон · d1 белый ферзь · e1 C e · f1 белый слон · g1 белый перевёрнутый король · h1 белая ладья | a8 чёрная ладья · b8 чёрный перевёрнутый король · c8 чёрный слон · d8 чёрный ферзь · e8 C d · f8 чёрный слон · g8 чёрный перевёрнутый король · h8 чёрная ладья · a7 чёрная пешка · b7 чёрная пешка · c7 чёрная пешка · d7 чёрная пешка · e7 чёрная пешка · f7 чёрная пешка · g7 чёрная пешка · h7 чёрная пешка · a2 белая пешка · b2 белая пешка · c2 белая пешка · d2 белая пешка · e2 белая пешка · f2 белая пешка · g2 белая пешка · h2 белая пешка · a1 белая ладья · b1 белый перевёрнутый король · c1 белый слон · d1 белый ферзь · e1 C e · f1 белый слон · g1 белый перевёрнутый король · h1 белая ладья | a8 чёрная ладья · b8 чёрный перевёрнутый король · c8 чёрный слон · d8 чёрный ферзь · e8 C d · f8 чёрный слон · g8 чёрный перевёрнутый король · h8 чёрная ладья · a7 чёрная пешка · b7 чёрная пешка · c7 чёрная пешка · d7 чёрная пешка · e7 чёрная пешка · f7 чёрная пешка · g7 чёрная пешка · h7 чёрная пешка · a2 белая пешка · b2 белая пешка · c2 белая пешка · d2 белая пешка · e2 белая пешка · f2 белая пешка · g2 белая пешка · h2 белая пешка · a1 белая ладья · b1 белый перевёрнутый король · c1 белый слон · d1 белый ферзь · e1 C e · f1 белый слон · g1 белый перевёрнутый король · h1 белая ладья | a8 чёрная ладья · b8 чёрный перевёрнутый король · c8 чёрный слон · d8 чёрный ферзь · e8 C d · f8 чёрный слон · g8 чёрный перевёрнутый король · h8 чёрная ладья · a7 чёрная пешка · b7 чёрная пешка · c7 чёрная пешка · d7 чёрная пешка · e7 чёрная пешка · f7 чёрная пешка · g7 чёрная пешка · h7 чёрная пешка · a2 белая пешка · b2 белая пешка · c2 белая пешка · d2 белая пешка · e2 белая пешка · f2 белая пешка · g2 белая пешка · h2 белая пешка · a1 белая ладья · b1 белый перевёрнутый король · c1 белый слон · d1 белый ферзь · e1 C e · f1 белый слон · g1 белый перевёрнутый король · h1 белая ладья | a8 чёрная ладья · b8 чёрный перевёрнутый король · c8 чёрный слон · d8 чёрный ферзь · e8 C d · f8 чёрный слон · g8 чёрный перевёрнутый король · h8 чёрная ладья · a7 чёрная пешка · b7 чёрная пешка · c7 чёрная пешка · d7 чёрная пешка · e7 чёрная пешка · f7 чёрная пешка · g7 чёрная пешка · h7 чёрная пешка · a2 белая пешка · b2 белая пешка · c2 белая пешка · d2 белая пешка · e2 белая пешка · f2 белая пешка · g2 белая пешка · h2 белая пешка · a1 белая ладья · b1 белый перевёрнутый король · c1 белый слон · d1 белый ферзь · e1 C e · f1 белый слон · g1 белый перевёрнутый король · h1 белая ладья | a8 чёрная ладья · b8 чёрный перевёрнутый король · c8 чёрный слон · d8 чёрный ферзь · e8 C d · f8 чёрный слон · g8 чёрный перевёрнутый король · h8 чёрная ладья · a7 чёрная пешка · b7 чёрная пешка · c7 чёрная пешка · d7 чёрная пешка · e7 чёрная пешка · f7 чёрная пешка · g7 чёрная пешка · h7 чёрная пешка · a2 белая пешка · b2 белая пешка · c2 белая пешка · d2 белая пешка · e2 белая пешка · f2 белая пешка · g2 белая пешка · h2 белая пешка · a1 белая ладья · b1 белый перевёрнутый король · c1 белый слон · d1 белый ферзь · e1 C e · f1 белый слон · g1 белый перевёрнутый король · h1 белая ладья | 7 |
| 6 | a8 чёрная ладья · b8 чёрный перевёрнутый король · c8 чёрный слон · d8 чёрный ферзь · e8 C d · f8 чёрный слон · g8 чёрный перевёрнутый король · h8 чёрная ладья · a7 чёрная пешка · b7 чёрная пешка · c7 чёрная пешка · d7 чёрная пешка · e7 чёрная пешка · f7 чёрная пешка · g7 чёрная пешка · h7 чёрная пешка · a2 белая пешка · b2 белая пешка · c2 белая пешка · d2 белая пешка · e2 белая пешка · f2 белая пешка · g2 белая пешка · h2 белая пешка · a1 белая ладья · b1 белый перевёрнутый король · c1 белый слон · d1 белый ферзь · e1 C e · f1 белый слон · g1 белый перевёрнутый король · h1 белая ладья | a8 чёрная ладья · b8 чёрный перевёрнутый король · c8 чёрный слон · d8 чёрный ферзь · e8 C d · f8 чёрный слон · g8 чёрный перевёрнутый король · h8 чёрная ладья · a7 чёрная пешка · b7 чёрная пешка · c7 чёрная пешка · d7 чёрная пешка · e7 чёрная пешка · f7 чёрная пешка · g7 чёрная пешка · h7 чёрная пешка · a2 белая пешка · b2 белая пешка · c2 белая пешка · d2 белая пешка · e2 белая пешка · f2 белая пешка · g2 белая пешка · h2 белая пешка · a1 белая ладья · b1 белый перевёрнутый король · c1 белый слон · d1 белый ферзь · e1 C e · f1 белый слон · g1 белый перевёрнутый король · h1 белая ладья | a8 чёрная ладья · b8 чёрный перевёрнутый король · c8 чёрный слон · d8 чёрный ферзь · e8 C d · f8 чёрный слон · g8 чёрный перевёрнутый король · h8 чёрная ладья · a7 чёрная пешка · b7 чёрная пешка · c7 чёрная пешка · d7 чёрная пешка · e7 чёрная пешка · f7 чёрная пешка · g7 чёрная пешка · h7 чёрная пешка · a2 белая пешка · b2 белая пешка · c2 белая пешка · d2 белая пешка · e2 белая пешка · f2 белая пешка · g2 белая пешка · h2 белая пешка · a1 белая ладья · b1 белый перевёрнутый король · c1 белый слон · d1 белый ферзь · e1 C e · f1 белый слон · g1 белый перевёрнутый король · h1 белая ладья | a8 чёрная ладья · b8 чёрный перевёрнутый король · c8 чёрный слон · d8 чёрный ферзь · e8 C d · f8 чёрный слон · g8 чёрный перевёрнутый король · h8 чёрная ладья · a7 чёрная пешка · b7 чёрная пешка · c7 чёрная пешка · d7 чёрная пешка · e7 чёрная пешка · f7 чёрная пешка · g7 чёрная пешка · h7 чёрная пешка · a2 белая пешка · b2 белая пешка · c2 белая пешка · d2 белая пешка · e2 белая пешка · f2 белая пешка · g2 белая пешка · h2 белая пешка · a1 белая ладья · b1 белый перевёрнутый король · c1 белый слон · d1 белый ферзь · e1 C e · f1 белый слон · g1 белый перевёрнутый король · h1 белая ладья | a8 чёрная ладья · b8 чёрный перевёрнутый король · c8 чёрный слон · d8 чёрный ферзь · e8 C d · f8 чёрный слон · g8 чёрный перевёрнутый король · h8 чёрная ладья · a7 чёрная пешка · b7 чёрная пешка · c7 чёрная пешка · d7 чёрная пешка · e7 чёрная пешка · f7 чёрная пешка · g7 чёрная пешка · h7 чёрная пешка · a2 белая пешка · b2 белая пешка · c2 белая пешка · d2 белая пешка · e2 белая пешка · f2 белая пешка · g2 белая пешка · h2 белая пешка · a1 белая ладья · b1 белый перевёрнутый король · c1 белый слон · d1 белый ферзь · e1 C e · f1 белый слон · g1 белый перевёрнутый король · h1 белая ладья | a8 чёрная ладья · b8 чёрный перевёрнутый король · c8 чёрный слон · d8 чёрный ферзь · e8 C d · f8 чёрный слон · g8 чёрный перевёрнутый король · h8 чёрная ладья · a7 чёрная пешка · b7 чёрная пешка · c7 чёрная пешка · d7 чёрная пешка · e7 чёрная пешка · f7 чёрная пешка · g7 чёрная пешка · h7 чёрная пешка · a2 белая пешка · b2 белая пешка · c2 белая пешка · d2 белая пешка · e2 белая пешка · f2 белая пешка · g2 белая пешка · h2 белая пешка · a1 белая ладья · b1 белый перевёрнутый король · c1 белый слон · d1 белый ферзь · e1 C e · f1 белый слон · g1 белый перевёрнутый король · h1 белая ладья | a8 чёрная ладья · b8 чёрный перевёрнутый король · c8 чёрный слон · d8 чёрный ферзь · e8 C d · f8 чёрный слон · g8 чёрный перевёрнутый король · h8 чёрная ладья · a7 чёрная пешка · b7 чёрная пешка · c7 чёрная пешка · d7 чёрная пешка · e7 чёрная пешка · f7 чёрная пешка · g7 чёрная пешка · h7 чёрная пешка · a2 белая пешка · b2 белая пешка · c2 белая пешка · d2 белая пешка · e2 белая пешка · f2 белая пешка · g2 белая пешка · h2 белая пешка · a1 белая ладья · b1 белый перевёрнутый король · c1 белый слон · d1 белый ферзь · e1 C e · f1 белый слон · g1 белый перевёрнутый король · h1 белая ладья | a8 чёрная ладья · b8 чёрный перевёрнутый король · c8 чёрный слон · d8 чёрный ферзь · e8 C d · f8 чёрный слон · g8 чёрный перевёрнутый король · h8 чёрная ладья · a7 чёрная пешка · b7 чёрная пешка · c7 чёрная пешка · d7 чёрная пешка · e7 чёрная пешка · f7 чёрная пешка · g7 чёрная пешка · h7 чёрная пешка · a2 белая пешка · b2 белая пешка · c2 белая пешка · d2 белая пешка · e2 белая пешка · f2 белая пешка · g2 белая пешка · h2 белая пешка · a1 белая ладья · b1 белый перевёрнутый король · c1 белый слон · d1 белый ферзь · e1 C e · f1 белый слон · g1 белый перевёрнутый король · h1 белая ладья | 6 |
| 5 | a8 чёрная ладья · b8 чёрный перевёрнутый король · c8 чёрный слон · d8 чёрный ферзь · e8 C d · f8 чёрный слон · g8 чёрный перевёрнутый король · h8 чёрная ладья · a7 чёрная пешка · b7 чёрная пешка · c7 чёрная пешка · d7 чёрная пешка · e7 чёрная пешка · f7 чёрная пешка · g7 чёрная пешка · h7 чёрная пешка · a2 белая пешка · b2 белая пешка · c2 белая пешка · d2 белая пешка · e2 белая пешка · f2 белая пешка · g2 белая пешка · h2 белая пешка · a1 белая ладья · b1 белый перевёрнутый король · c1 белый слон · d1 белый ферзь · e1 C e · f1 белый слон · g1 белый перевёрнутый король · h1 белая ладья | a8 чёрная ладья · b8 чёрный перевёрнутый король · c8 чёрный слон · d8 чёрный ферзь · e8 C d · f8 чёрный слон · g8 чёрный перевёрнутый король · h8 чёрная ладья · a7 чёрная пешка · b7 чёрная пешка · c7 чёрная пешка · d7 чёрная пешка · e7 чёрная пешка · f7 чёрная пешка · g7 чёрная пешка · h7 чёрная пешка · a2 белая пешка · b2 белая пешка · c2 белая пешка · d2 белая пешка · e2 белая пешка · f2 белая пешка · g2 белая пешка · h2 белая пешка · a1 белая ладья · b1 белый перевёрнутый король · c1 белый слон · d1 белый ферзь · e1 C e · f1 белый слон · g1 белый перевёрнутый король · h1 белая ладья | a8 чёрная ладья · b8 чёрный перевёрнутый король · c8 чёрный слон · d8 чёрный ферзь · e8 C d · f8 чёрный слон · g8 чёрный перевёрнутый король · h8 чёрная ладья · a7 чёрная пешка · b7 чёрная пешка · c7 чёрная пешка · d7 чёрная пешка · e7 чёрная пешка · f7 чёрная пешка · g7 чёрная пешка · h7 чёрная пешка · a2 белая пешка · b2 белая пешка · c2 белая пешка · d2 белая пешка · e2 белая пешка · f2 белая пешка · g2 белая пешка · h2 белая пешка · a1 белая ладья · b1 белый перевёрнутый король · c1 белый слон · d1 белый ферзь · e1 C e · f1 белый слон · g1 белый перевёрнутый король · h1 белая ладья | a8 чёрная ладья · b8 чёрный перевёрнутый король · c8 чёрный слон · d8 чёрный ферзь · e8 C d · f8 чёрный слон · g8 чёрный перевёрнутый король · h8 чёрная ладья · a7 чёрная пешка · b7 чёрная пешка · c7 чёрная пешка · d7 чёрная пешка · e7 чёрная пешка · f7 чёрная пешка · g7 чёрная пешка · h7 чёрная пешка · a2 белая пешка · b2 белая пешка · c2 белая пешка · d2 белая пешка · e2 белая пешка · f2 белая пешка · g2 белая пешка · h2 белая пешка · a1 белая ладья · b1 белый перевёрнутый король · c1 белый слон · d1 белый ферзь · e1 C e · f1 белый слон · g1 белый перевёрнутый король · h1 белая ладья | a8 чёрная ладья · b8 чёрный перевёрнутый король · c8 чёрный слон · d8 чёрный ферзь · e8 C d · f8 чёрный слон · g8 чёрный перевёрнутый король · h8 чёрная ладья · a7 чёрная пешка · b7 чёрная пешка · c7 чёрная пешка · d7 чёрная пешка · e7 чёрная пешка · f7 чёрная пешка · g7 чёрная пешка · h7 чёрная пешка · a2 белая пешка · b2 белая пешка · c2 белая пешка · d2 белая пешка · e2 белая пешка · f2 белая пешка · g2 белая пешка · h2 белая пешка · a1 белая ладья · b1 белый перевёрнутый король · c1 белый слон · d1 белый ферзь · e1 C e · f1 белый слон · g1 белый перевёрнутый король · h1 белая ладья | a8 чёрная ладья · b8 чёрный перевёрнутый король · c8 чёрный слон · d8 чёрный ферзь · e8 C d · f8 чёрный слон · g8 чёрный перевёрнутый король · h8 чёрная ладья · a7 чёрная пешка · b7 чёрная пешка · c7 чёрная пешка · d7 чёрная пешка · e7 чёрная пешка · f7 чёрная пешка · g7 чёрная пешка · h7 чёрная пешка · a2 белая пешка · b2 белая пешка · c2 белая пешка · d2 белая пешка · e2 белая пешка · f2 белая пешка · g2 белая пешка · h2 белая пешка · a1 белая ладья · b1 белый перевёрнутый король · c1 белый слон · d1 белый ферзь · e1 C e · f1 белый слон · g1 белый перевёрнутый король · h1 белая ладья | a8 чёрная ладья · b8 чёрный перевёрнутый король · c8 чёрный слон · d8 чёрный ферзь · e8 C d · f8 чёрный слон · g8 чёрный перевёрнутый король · h8 чёрная ладья · a7 чёрная пешка · b7 чёрная пешка · c7 чёрная пешка · d7 чёрная пешка · e7 чёрная пешка · f7 чёрная пешка · g7 чёрная пешка · h7 чёрная пешка · a2 белая пешка · b2 белая пешка · c2 белая пешка · d2 белая пешка · e2 белая пешка · f2 белая пешка · g2 белая пешка · h2 белая пешка · a1 белая ладья · b1 белый перевёрнутый король · c1 белый слон · d1 белый ферзь · e1 C e · f1 белый слон · g1 белый перевёрнутый король · h1 белая ладья | a8 чёрная ладья · b8 чёрный перевёрнутый король · c8 чёрный слон · d8 чёрный ферзь · e8 C d · f8 чёрный слон · g8 чёрный перевёрнутый король · h8 чёрная ладья · a7 чёрная пешка · b7 чёрная пешка · c7 чёрная пешка · d7 чёрная пешка · e7 чёрная пешка · f7 чёрная пешка · g7 чёрная пешка · h7 чёрная пешка · a2 белая пешка · b2 белая пешка · c2 белая пешка · d2 белая пешка · e2 белая пешка · f2 белая пешка · g2 белая пешка · h2 белая пешка · a1 белая ладья · b1 белый перевёрнутый король · c1 белый слон · d1 белый ферзь · e1 C e · f1 белый слон · g1 белый перевёрнутый король · h1 белая ладья | 5 |
| 4 | a8 чёрная ладья · b8 чёрный перевёрнутый король · c8 чёрный слон · d8 чёрный ферзь · e8 C d · f8 чёрный слон · g8 чёрный перевёрнутый король · h8 чёрная ладья · a7 чёрная пешка · b7 чёрная пешка · c7 чёрная пешка · d7 чёрная пешка · e7 чёрная пешка · f7 чёрная пешка · g7 чёрная пешка · h7 чёрная пешка · a2 белая пешка · b2 белая пешка · c2 белая пешка · d2 белая пешка · e2 белая пешка · f2 белая пешка · g2 белая пешка · h2 белая пешка · a1 белая ладья · b1 белый перевёрнутый король · c1 белый слон · d1 белый ферзь · e1 C e · f1 белый слон · g1 белый перевёрнутый король · h1 белая ладья | a8 чёрная ладья · b8 чёрный перевёрнутый король · c8 чёрный слон · d8 чёрный ферзь · e8 C d · f8 чёрный слон · g8 чёрный перевёрнутый король · h8 чёрная ладья · a7 чёрная пешка · b7 чёрная пешка · c7 чёрная пешка · d7 чёрная пешка · e7 чёрная пешка · f7 чёрная пешка · g7 чёрная пешка · h7 чёрная пешка · a2 белая пешка · b2 белая пешка · c2 белая пешка · d2 белая пешка · e2 белая пешка · f2 белая пешка · g2 белая пешка · h2 белая пешка · a1 белая ладья · b1 белый перевёрнутый король · c1 белый слон · d1 белый ферзь · e1 C e · f1 белый слон · g1 белый перевёрнутый король · h1 белая ладья | a8 чёрная ладья · b8 чёрный перевёрнутый король · c8 чёрный слон · d8 чёрный ферзь · e8 C d · f8 чёрный слон · g8 чёрный перевёрнутый король · h8 чёрная ладья · a7 чёрная пешка · b7 чёрная пешка · c7 чёрная пешка · d7 чёрная пешка · e7 чёрная пешка · f7 чёрная пешка · g7 чёрная пешка · h7 чёрная пешка · a2 белая пешка · b2 белая пешка · c2 белая пешка · d2 белая пешка · e2 белая пешка · f2 белая пешка · g2 белая пешка · h2 белая пешка · a1 белая ладья · b1 белый перевёрнутый король · c1 белый слон · d1 белый ферзь · e1 C e · f1 белый слон · g1 белый перевёрнутый король · h1 белая ладья | a8 чёрная ладья · b8 чёрный перевёрнутый король · c8 чёрный слон · d8 чёрный ферзь · e8 C d · f8 чёрный слон · g8 чёрный перевёрнутый король · h8 чёрная ладья · a7 чёрная пешка · b7 чёрная пешка · c7 чёрная пешка · d7 чёрная пешка · e7 чёрная пешка · f7 чёрная пешка · g7 чёрная пешка · h7 чёрная пешка · a2 белая пешка · b2 белая пешка · c2 белая пешка · d2 белая пешка · e2 белая пешка · f2 белая пешка · g2 белая пешка · h2 белая пешка · a1 белая ладья · b1 белый перевёрнутый король · c1 белый слон · d1 белый ферзь · e1 C e · f1 белый слон · g1 белый перевёрнутый король · h1 белая ладья | a8 чёрная ладья · b8 чёрный перевёрнутый король · c8 чёрный слон · d8 чёрный ферзь · e8 C d · f8 чёрный слон · g8 чёрный перевёрнутый король · h8 чёрная ладья · a7 чёрная пешка · b7 чёрная пешка · c7 чёрная пешка · d7 чёрная пешка · e7 чёрная пешка · f7 чёрная пешка · g7 чёрная пешка · h7 чёрная пешка · a2 белая пешка · b2 белая пешка · c2 белая пешка · d2 белая пешка · e2 белая пешка · f2 белая пешка · g2 белая пешка · h2 белая пешка · a1 белая ладья · b1 белый перевёрнутый король · c1 белый слон · d1 белый ферзь · e1 C e · f1 белый слон · g1 белый перевёрнутый король · h1 белая ладья | a8 чёрная ладья · b8 чёрный перевёрнутый король · c8 чёрный слон · d8 чёрный ферзь · e8 C d · f8 чёрный слон · g8 чёрный перевёрнутый король · h8 чёрная ладья · a7 чёрная пешка · b7 чёрная пешка · c7 чёрная пешка · d7 чёрная пешка · e7 чёрная пешка · f7 чёрная пешка · g7 чёрная пешка · h7 чёрная пешка · a2 белая пешка · b2 белая пешка · c2 белая пешка · d2 белая пешка · e2 белая пешка · f2 белая пешка · g2 белая пешка · h2 белая пешка · a1 белая ладья · b1 белый перевёрнутый король · c1 белый слон · d1 белый ферзь · e1 C e · f1 белый слон · g1 белый перевёрнутый король · h1 белая ладья | a8 чёрная ладья · b8 чёрный перевёрнутый король · c8 чёрный слон · d8 чёрный ферзь · e8 C d · f8 чёрный слон · g8 чёрный перевёрнутый король · h8 чёрная ладья · a7 чёрная пешка · b7 чёрная пешка · c7 чёрная пешка · d7 чёрная пешка · e7 чёрная пешка · f7 чёрная пешка · g7 чёрная пешка · h7 чёрная пешка · a2 белая пешка · b2 белая пешка · c2 белая пешка · d2 белая пешка · e2 белая пешка · f2 белая пешка · g2 белая пешка · h2 белая пешка · a1 белая ладья · b1 белый перевёрнутый король · c1 белый слон · d1 белый ферзь · e1 C e · f1 белый слон · g1 белый перевёрнутый король · h1 белая ладья | a8 чёрная ладья · b8 чёрный перевёрнутый король · c8 чёрный слон · d8 чёрный ферзь · e8 C d · f8 чёрный слон · g8 чёрный перевёрнутый король · h8 чёрная ладья · a7 чёрная пешка · b7 чёрная пешка · c7 чёрная пешка · d7 чёрная пешка · e7 чёрная пешка · f7 чёрная пешка · g7 чёрная пешка · h7 чёрная пешка · a2 белая пешка · b2 белая пешка · c2 белая пешка · d2 белая пешка · e2 белая пешка · f2 белая пешка · g2 белая пешка · h2 белая пешка · a1 белая ладья · b1 белый перевёрнутый король · c1 белый слон · d1 белый ферзь · e1 C e · f1 белый слон · g1 белый перевёрнутый король · h1 белая ладья | 4 |
| 3 | a8 чёрная ладья · b8 чёрный перевёрнутый король · c8 чёрный слон · d8 чёрный ферзь · e8 C d · f8 чёрный слон · g8 чёрный перевёрнутый король · h8 чёрная ладья · a7 чёрная пешка · b7 чёрная пешка · c7 чёрная пешка · d7 чёрная пешка · e7 чёрная пешка · f7 чёрная пешка · g7 чёрная пешка · h7 чёрная пешка · a2 белая пешка · b2 белая пешка · c2 белая пешка · d2 белая пешка · e2 белая пешка · f2 белая пешка · g2 белая пешка · h2 белая пешка · a1 белая ладья · b1 белый перевёрнутый король · c1 белый слон · d1 белый ферзь · e1 C e · f1 белый слон · g1 белый перевёрнутый король · h1 белая ладья | a8 чёрная ладья · b8 чёрный перевёрнутый король · c8 чёрный слон · d8 чёрный ферзь · e8 C d · f8 чёрный слон · g8 чёрный перевёрнутый король · h8 чёрная ладья · a7 чёрная пешка · b7 чёрная пешка · c7 чёрная пешка · d7 чёрная пешка · e7 чёрная пешка · f7 чёрная пешка · g7 чёрная пешка · h7 чёрная пешка · a2 белая пешка · b2 белая пешка · c2 белая пешка · d2 белая пешка · e2 белая пешка · f2 белая пешка · g2 белая пешка · h2 белая пешка · a1 белая ладья · b1 белый перевёрнутый король · c1 белый слон · d1 белый ферзь · e1 C e · f1 белый слон · g1 белый перевёрнутый король · h1 белая ладья | a8 чёрная ладья · b8 чёрный перевёрнутый король · c8 чёрный слон · d8 чёрный ферзь · e8 C d · f8 чёрный слон · g8 чёрный перевёрнутый король · h8 чёрная ладья · a7 чёрная пешка · b7 чёрная пешка · c7 чёрная пешка · d7 чёрная пешка · e7 чёрная пешка · f7 чёрная пешка · g7 чёрная пешка · h7 чёрная пешка · a2 белая пешка · b2 белая пешка · c2 белая пешка · d2 белая пешка · e2 белая пешка · f2 белая пешка · g2 белая пешка · h2 белая пешка · a1 белая ладья · b1 белый перевёрнутый король · c1 белый слон · d1 белый ферзь · e1 C e · f1 белый слон · g1 белый перевёрнутый король · h1 белая ладья | a8 чёрная ладья · b8 чёрный перевёрнутый король · c8 чёрный слон · d8 чёрный ферзь · e8 C d · f8 чёрный слон · g8 чёрный перевёрнутый король · h8 чёрная ладья · a7 чёрная пешка · b7 чёрная пешка · c7 чёрная пешка · d7 чёрная пешка · e7 чёрная пешка · f7 чёрная пешка · g7 чёрная пешка · h7 чёрная пешка · a2 белая пешка · b2 белая пешка · c2 белая пешка · d2 белая пешка · e2 белая пешка · f2 белая пешка · g2 белая пешка · h2 белая пешка · a1 белая ладья · b1 белый перевёрнутый король · c1 белый слон · d1 белый ферзь · e1 C e · f1 белый слон · g1 белый перевёрнутый король · h1 белая ладья | a8 чёрная ладья · b8 чёрный перевёрнутый король · c8 чёрный слон · d8 чёрный ферзь · e8 C d · f8 чёрный слон · g8 чёрный перевёрнутый король · h8 чёрная ладья · a7 чёрная пешка · b7 чёрная пешка · c7 чёрная пешка · d7 чёрная пешка · e7 чёрная пешка · f7 чёрная пешка · g7 чёрная пешка · h7 чёрная пешка · a2 белая пешка · b2 белая пешка · c2 белая пешка · d2 белая пешка · e2 белая пешка · f2 белая пешка · g2 белая пешка · h2 белая пешка · a1 белая ладья · b1 белый перевёрнутый король · c1 белый слон · d1 белый ферзь · e1 C e · f1 белый слон · g1 белый перевёрнутый король · h1 белая ладья | a8 чёрная ладья · b8 чёрный перевёрнутый король · c8 чёрный слон · d8 чёрный ферзь · e8 C d · f8 чёрный слон · g8 чёрный перевёрнутый король · h8 чёрная ладья · a7 чёрная пешка · b7 чёрная пешка · c7 чёрная пешка · d7 чёрная пешка · e7 чёрная пешка · f7 чёрная пешка · g7 чёрная пешка · h7 чёрная пешка · a2 белая пешка · b2 белая пешка · c2 белая пешка · d2 белая пешка · e2 белая пешка · f2 белая пешка · g2 белая пешка · h2 белая пешка · a1 белая ладья · b1 белый перевёрнутый король · c1 белый слон · d1 белый ферзь · e1 C e · f1 белый слон · g1 белый перевёрнутый король · h1 белая ладья | a8 чёрная ладья · b8 чёрный перевёрнутый король · c8 чёрный слон · d8 чёрный ферзь · e8 C d · f8 чёрный слон · g8 чёрный перевёрнутый король · h8 чёрная ладья · a7 чёрная пешка · b7 чёрная пешка · c7 чёрная пешка · d7 чёрная пешка · e7 чёрная пешка · f7 чёрная пешка · g7 чёрная пешка · h7 чёрная пешка · a2 белая пешка · b2 белая пешка · c2 белая пешка · d2 белая пешка · e2 белая пешка · f2 белая пешка · g2 белая пешка · h2 белая пешка · a1 белая ладья · b1 белый перевёрнутый король · c1 белый слон · d1 белый ферзь · e1 C e · f1 белый слон · g1 белый перевёрнутый король · h1 белая ладья | a8 чёрная ладья · b8 чёрный перевёрнутый король · c8 чёрный слон · d8 чёрный ферзь · e8 C d · f8 чёрный слон · g8 чёрный перевёрнутый король · h8 чёрная ладья · a7 чёрная пешка · b7 чёрная пешка · c7 чёрная пешка · d7 чёрная пешка · e7 чёрная пешка · f7 чёрная пешка · g7 чёрная пешка · h7 чёрная пешка · a2 белая пешка · b2 белая пешка · c2 белая пешка · d2 белая пешка · e2 белая пешка · f2 белая пешка · g2 белая пешка · h2 белая пешка · a1 белая ладья · b1 белый перевёрнутый король · c1 белый слон · d1 белый ферзь · e1 C e · f1 белый слон · g1 белый перевёрнутый король · h1 белая ладья | 3 |
| 2 | a8 чёрная ладья · b8 чёрный перевёрнутый король · c8 чёрный слон · d8 чёрный ферзь · e8 C d · f8 чёрный слон · g8 чёрный перевёрнутый король · h8 чёрная ладья · a7 чёрная пешка · b7 чёрная пешка · c7 чёрная пешка · d7 чёрная пешка · e7 чёрная пешка · f7 чёрная пешка · g7 чёрная пешка · h7 чёрная пешка · a2 белая пешка · b2 белая пешка · c2 белая пешка · d2 белая пешка · e2 белая пешка · f2 белая пешка · g2 белая пешка · h2 белая пешка · a1 белая ладья · b1 белый перевёрнутый король · c1 белый слон · d1 белый ферзь · e1 C e · f1 белый слон · g1 белый перевёрнутый король · h1 белая ладья | a8 чёрная ладья · b8 чёрный перевёрнутый король · c8 чёрный слон · d8 чёрный ферзь · e8 C d · f8 чёрный слон · g8 чёрный перевёрнутый король · h8 чёрная ладья · a7 чёрная пешка · b7 чёрная пешка · c7 чёрная пешка · d7 чёрная пешка · e7 чёрная пешка · f7 чёрная пешка · g7 чёрная пешка · h7 чёрная пешка · a2 белая пешка · b2 белая пешка · c2 белая пешка · d2 белая пешка · e2 белая пешка · f2 белая пешка · g2 белая пешка · h2 белая пешка · a1 белая ладья · b1 белый перевёрнутый король · c1 белый слон · d1 белый ферзь · e1 C e · f1 белый слон · g1 белый перевёрнутый король · h1 белая ладья | a8 чёрная ладья · b8 чёрный перевёрнутый король · c8 чёрный слон · d8 чёрный ферзь · e8 C d · f8 чёрный слон · g8 чёрный перевёрнутый король · h8 чёрная ладья · a7 чёрная пешка · b7 чёрная пешка · c7 чёрная пешка · d7 чёрная пешка · e7 чёрная пешка · f7 чёрная пешка · g7 чёрная пешка · h7 чёрная пешка · a2 белая пешка · b2 белая пешка · c2 белая пешка · d2 белая пешка · e2 белая пешка · f2 белая пешка · g2 белая пешка · h2 белая пешка · a1 белая ладья · b1 белый перевёрнутый король · c1 белый слон · d1 белый ферзь · e1 C e · f1 белый слон · g1 белый перевёрнутый король · h1 белая ладья | a8 чёрная ладья · b8 чёрный перевёрнутый король · c8 чёрный слон · d8 чёрный ферзь · e8 C d · f8 чёрный слон · g8 чёрный перевёрнутый король · h8 чёрная ладья · a7 чёрная пешка · b7 чёрная пешка · c7 чёрная пешка · d7 чёрная пешка · e7 чёрная пешка · f7 чёрная пешка · g7 чёрная пешка · h7 чёрная пешка · a2 белая пешка · b2 белая пешка · c2 белая пешка · d2 белая пешка · e2 белая пешка · f2 белая пешка · g2 белая пешка · h2 белая пешка · a1 белая ладья · b1 белый перевёрнутый король · c1 белый слон · d1 белый ферзь · e1 C e · f1 белый слон · g1 белый перевёрнутый король · h1 белая ладья | a8 чёрная ладья · b8 чёрный перевёрнутый король · c8 чёрный слон · d8 чёрный ферзь · e8 C d · f8 чёрный слон · g8 чёрный перевёрнутый король · h8 чёрная ладья · a7 чёрная пешка · b7 чёрная пешка · c7 чёрная пешка · d7 чёрная пешка · e7 чёрная пешка · f7 чёрная пешка · g7 чёрная пешка · h7 чёрная пешка · a2 белая пешка · b2 белая пешка · c2 белая пешка · d2 белая пешка · e2 белая пешка · f2 белая пешка · g2 белая пешка · h2 белая пешка · a1 белая ладья · b1 белый перевёрнутый король · c1 белый слон · d1 белый ферзь · e1 C e · f1 белый слон · g1 белый перевёрнутый король · h1 белая ладья | a8 чёрная ладья · b8 чёрный перевёрнутый король · c8 чёрный слон · d8 чёрный ферзь · e8 C d · f8 чёрный слон · g8 чёрный перевёрнутый король · h8 чёрная ладья · a7 чёрная пешка · b7 чёрная пешка · c7 чёрная пешка · d7 чёрная пешка · e7 чёрная пешка · f7 чёрная пешка · g7 чёрная пешка · h7 чёрная пешка · a2 белая пешка · b2 белая пешка · c2 белая пешка · d2 белая пешка · e2 белая пешка · f2 белая пешка · g2 белая пешка · h2 белая пешка · a1 белая ладья · b1 белый перевёрнутый король · c1 белый слон · d1 белый ферзь · e1 C e · f1 белый слон · g1 белый перевёрнутый король · h1 белая ладья | a8 чёрная ладья · b8 чёрный перевёрнутый король · c8 чёрный слон · d8 чёрный ферзь · e8 C d · f8 чёрный слон · g8 чёрный перевёрнутый король · h8 чёрная ладья · a7 чёрная пешка · b7 чёрная пешка · c7 чёрная пешка · d7 чёрная пешка · e7 чёрная пешка · f7 чёрная пешка · g7 чёрная пешка · h7 чёрная пешка · a2 белая пешка · b2 белая пешка · c2 белая пешка · d2 белая пешка · e2 белая пешка · f2 белая пешка · g2 белая пешка · h2 белая пешка · a1 белая ладья · b1 белый перевёрнутый король · c1 белый слон · d1 белый ферзь · e1 C e · f1 белый слон · g1 белый перевёрнутый король · h1 белая ладья | a8 чёрная ладья · b8 чёрный перевёрнутый король · c8 чёрный слон · d8 чёрный ферзь · e8 C d · f8 чёрный слон · g8 чёрный перевёрнутый король · h8 чёрная ладья · a7 чёрная пешка · b7 чёрная пешка · c7 чёрная пешка · d7 чёрная пешка · e7 чёрная пешка · f7 чёрная пешка · g7 чёрная пешка · h7 чёрная пешка · a2 белая пешка · b2 белая пешка · c2 белая пешка · d2 белая пешка · e2 белая пешка · f2 белая пешка · g2 белая пешка · h2 белая пешка · a1 белая ладья · b1 белый перевёрнутый король · c1 белый слон · d1 белый ферзь · e1 C e · f1 белый слон · g1 белый перевёрнутый король · h1 белая ладья | 2 |
| 1 | a8 чёрная ладья · b8 чёрный перевёрнутый король · c8 чёрный слон · d8 чёрный ферзь · e8 C d · f8 чёрный слон · g8 чёрный перевёрнутый король · h8 чёрная ладья · a7 чёрная пешка · b7 чёрная пешка · c7 чёрная пешка · d7 чёрная пешка · e7 чёрная пешка · f7 чёрная пешка · g7 чёрная пешка · h7 чёрная пешка · a2 белая пешка · b2 белая пешка · c2 белая пешка · d2 белая пешка · e2 белая пешка · f2 белая пешка · g2 белая пешка · h2 белая пешка · a1 белая ладья · b1 белый перевёрнутый король · c1 белый слон · d1 белый ферзь · e1 C e · f1 белый слон · g1 белый перевёрнутый король · h1 белая ладья | a8 чёрная ладья · b8 чёрный перевёрнутый король · c8 чёрный слон · d8 чёрный ферзь · e8 C d · f8 чёрный слон · g8 чёрный перевёрнутый король · h8 чёрная ладья · a7 чёрная пешка · b7 чёрная пешка · c7 чёрная пешка · d7 чёрная пешка · e7 чёрная пешка · f7 чёрная пешка · g7 чёрная пешка · h7 чёрная пешка · a2 белая пешка · b2 белая пешка · c2 белая пешка · d2 белая пешка · e2 белая пешка · f2 белая пешка · g2 белая пешка · h2 белая пешка · a1 белая ладья · b1 белый перевёрнутый король · c1 белый слон · d1 белый ферзь · e1 C e · f1 белый слон · g1 белый перевёрнутый король · h1 белая ладья | a8 чёрная ладья · b8 чёрный перевёрнутый король · c8 чёрный слон · d8 чёрный ферзь · e8 C d · f8 чёрный слон · g8 чёрный перевёрнутый король · h8 чёрная ладья · a7 чёрная пешка · b7 чёрная пешка · c7 чёрная пешка · d7 чёрная пешка · e7 чёрная пешка · f7 чёрная пешка · g7 чёрная пешка · h7 чёрная пешка · a2 белая пешка · b2 белая пешка · c2 белая пешка · d2 белая пешка · e2 белая пешка · f2 белая пешка · g2 белая пешка · h2 белая пешка · a1 белая ладья · b1 белый перевёрнутый король · c1 белый слон · d1 белый ферзь · e1 C e · f1 белый слон · g1 белый перевёрнутый король · h1 белая ладья | a8 чёрная ладья · b8 чёрный перевёрнутый король · c8 чёрный слон · d8 чёрный ферзь · e8 C d · f8 чёрный слон · g8 чёрный перевёрнутый король · h8 чёрная ладья · a7 чёрная пешка · b7 чёрная пешка · c7 чёрная пешка · d7 чёрная пешка · e7 чёрная пешка · f7 чёрная пешка · g7 чёрная пешка · h7 чёрная пешка · a2 белая пешка · b2 белая пешка · c2 белая пешка · d2 белая пешка · e2 белая пешка · f2 белая пешка · g2 белая пешка · h2 белая пешка · a1 белая ладья · b1 белый перевёрнутый король · c1 белый слон · d1 белый ферзь · e1 C e · f1 белый слон · g1 белый перевёрнутый король · h1 белая ладья | a8 чёрная ладья · b8 чёрный перевёрнутый король · c8 чёрный слон · d8 чёрный ферзь · e8 C d · f8 чёрный слон · g8 чёрный перевёрнутый король · h8 чёрная ладья · a7 чёрная пешка · b7 чёрная пешка · c7 чёрная пешка · d7 чёрная пешка · e7 чёрная пешка · f7 чёрная пешка · g7 чёрная пешка · h7 чёрная пешка · a2 белая пешка · b2 белая пешка · c2 белая пешка · d2 белая пешка · e2 белая пешка · f2 белая пешка · g2 белая пешка · h2 белая пешка · a1 белая ладья · b1 белый перевёрнутый король · c1 белый слон · d1 белый ферзь · e1 C e · f1 белый слон · g1 белый перевёрнутый король · h1 белая ладья | a8 чёрная ладья · b8 чёрный перевёрнутый король · c8 чёрный слон · d8 чёрный ферзь · e8 C d · f8 чёрный слон · g8 чёрный перевёрнутый король · h8 чёрная ладья · a7 чёрная пешка · b7 чёрная пешка · c7 чёрная пешка · d7 чёрная пешка · e7 чёрная пешка · f7 чёрная пешка · g7 чёрная пешка · h7 чёрная пешка · a2 белая пешка · b2 белая пешка · c2 белая пешка · d2 белая пешка · e2 белая пешка · f2 белая пешка · g2 белая пешка · h2 белая пешка · a1 белая ладья · b1 белый перевёрнутый король · c1 белый слон · d1 белый ферзь · e1 C e · f1 белый слон · g1 белый перевёрнутый король · h1 белая ладья | a8 чёрная ладья · b8 чёрный перевёрнутый король · c8 чёрный слон · d8 чёрный ферзь · e8 C d · f8 чёрный слон · g8 чёрный перевёрнутый король · h8 чёрная ладья · a7 чёрная пешка · b7 чёрная пешка · c7 чёрная пешка · d7 чёрная пешка · e7 чёрная пешка · f7 чёрная пешка · g7 чёрная пешка · h7 чёрная пешка · a2 белая пешка · b2 белая пешка · c2 белая пешка · d2 белая пешка · e2 белая пешка · f2 белая пешка · g2 белая пешка · h2 белая пешка · a1 белая ладья · b1 белый перевёрнутый король · c1 белый слон · d1 белый ферзь · e1 C e · f1 белый слон · g1 белый перевёрнутый король · h1 белая ладья | a8 чёрная ладья · b8 чёрный перевёрнутый король · c8 чёрный слон · d8 чёрный ферзь · e8 C d · f8 чёрный слон · g8 чёрный перевёрнутый король · h8 чёрная ладья · a7 чёрная пешка · b7 чёрная пешка · c7 чёрная пешка · d7 чёрная пешка · e7 чёрная пешка · f7 чёрная пешка · g7 чёрная пешка · h7 чёрная пешка · a2 белая пешка · b2 белая пешка · c2 белая пешка · d2 белая пешка · e2 белая пешка · f2 белая пешка · g2 белая пешка · h2 белая пешка · a1 белая ладья · b1 белый перевёрнутый король · c1 белый слон · d1 белый ферзь · e1 C e · f1 белый слон · g1 белый перевёрнутый король · h1 белая ладья | 1 |
|   | a | b | c | d | e | f | g | h |   |

|    | a                | b               | c                              | d               | e                | f                 | g               | h                              | i               | j                |    |  |
| 10 | a10 чёрная ладья | b10 чёрный конь | c10 чёрный перевёрнутый король | d10 чёрный слон | e10 чёрный ферзь | f10 чёрный король | g10 чёрный слон | h10 чёрный перевёрнутый король | i10 чёрный конь | j10 чёрная ладья | 10 |  |
| 9  | a9 чёрная пешка  | b9 чёрная пешка | c9 чёрная пешка                | d9 чёрная пешка | e9 чёрная пешка  | f9 чёрная пешка   | g9 чёрная пешка | h9 чёрная пешка                | i9 чёрная пешка | j9 чёрная пешка  | 9  |  |
| 8  | a8               | b8              | c8                             | d8              | e8               | f8                | g8              | h8                             | i8              | j8               | 8  |  |
| 7  | a7               | b7              | c7                             | d7              | e7               | f7                | g7              | h7                             | i7              | j7               | 7  |  |
| 6  | a6               | b6              | c6                             | d6              | e6               | f6                | g6              | h6                             | i6              | j6               | 6  |  |
| 5  | a5               | b5              | c5                             | d5              | e5               | f5                | g5              | h5                             | i5              | j5               | 5  |  |
| 4  | a4               | b4              | c4                             | d4              | e4               | f4                | g4              | h4                             | i4              | j4               | 4  |  |
| 3  | a3               | b3              | c3                             | d3              | e3               | f3                | g3              | h3                             | i3              | j3               | 3  |  |
| 2  | a2 белая пешка   | b2 белая пешка  | c2 белая пешка                 | d2 белая пешка  | e2 белая пешка   | f2 белая пешка    | g2 белая пешка  | h2 белая пешка                 | i2 белая пешка  | j2 белая пешка   | 2  |  |
| 1  | a1 белая ладья   | b1 белый конь   | c1 белый перевёрнутый король   | d1 белый слон   | e1 белый ферзь   | f1 белый король   | g1 белый слон   | h1 белый перевёрнутый король   | i1 белый конь   | j1 белая ладья   | 1  |  |
|    | a                | b               | c                              | d               | e                | f                 | g               | h                              | i               | j                |    |  |